# 11457 Hitomikobayashi
11457 Hitomikobayashi este o planetă minoră (asteroid) din centura de asteroizi. A fost descoperită pe 1 martie 1981 la Observatorul Siding Spring de Schelte J. Bus. 
Obiectul prezintă o orbită caracterizată de o semiaxă mare de 2,2866492 UAi, o excentricitate de 0,13, o înclinație de 5,09881 ° în raport cu ecliptica.